# Mudanças climáticas e crianças

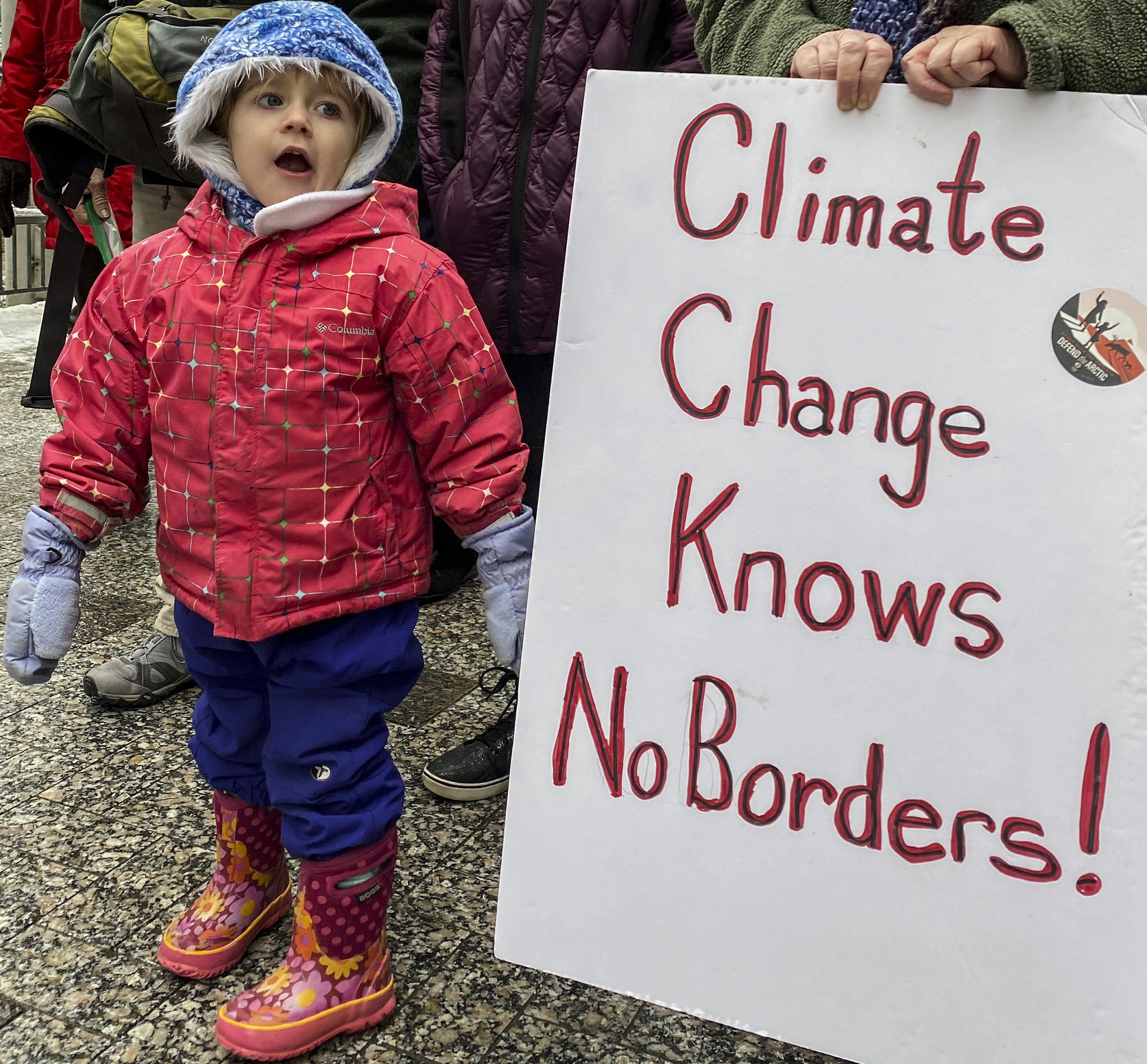
No cartaz: A Mudança Climática Não Conhece Fronteiras! (Climate Change Knows No Borders!)

A mudança climática tem um efeito direto e indireto sobre as crianças. As crianças são mais vulneráveis aos efeitos das mudanças climáticas nos humanos do que os adultos. A Organização Mundial da Saúde estimou que 88% da carga global de doenças existente está ligada à mudança climática que afeta crianças com menos de cinco anos. A revisão do Lancet sobre saúde e mudanças climáticas, lista as crianças como a categoria mais afetada pelas mudanças climáticas.
As crianças são fisicamente mais vulneráveis às mudanças climáticas em todas as suas formas. A mudança climática afeta a saúde física de uma criança e seu bem-estar. As desigualdades prevalecentes, entre e dentro dos países, determinam como as mudanças climáticas afetam as crianças. Crianças não têm voz ou atenção em respostas globais às mudanças climáticas.
Pessoas que vivem em países de baixa renda sofrem com uma carga maior de doenças e são menos capazes de enfrentar as ameaças das mudanças climáticas.

## Impacto da mudança climática em crianças

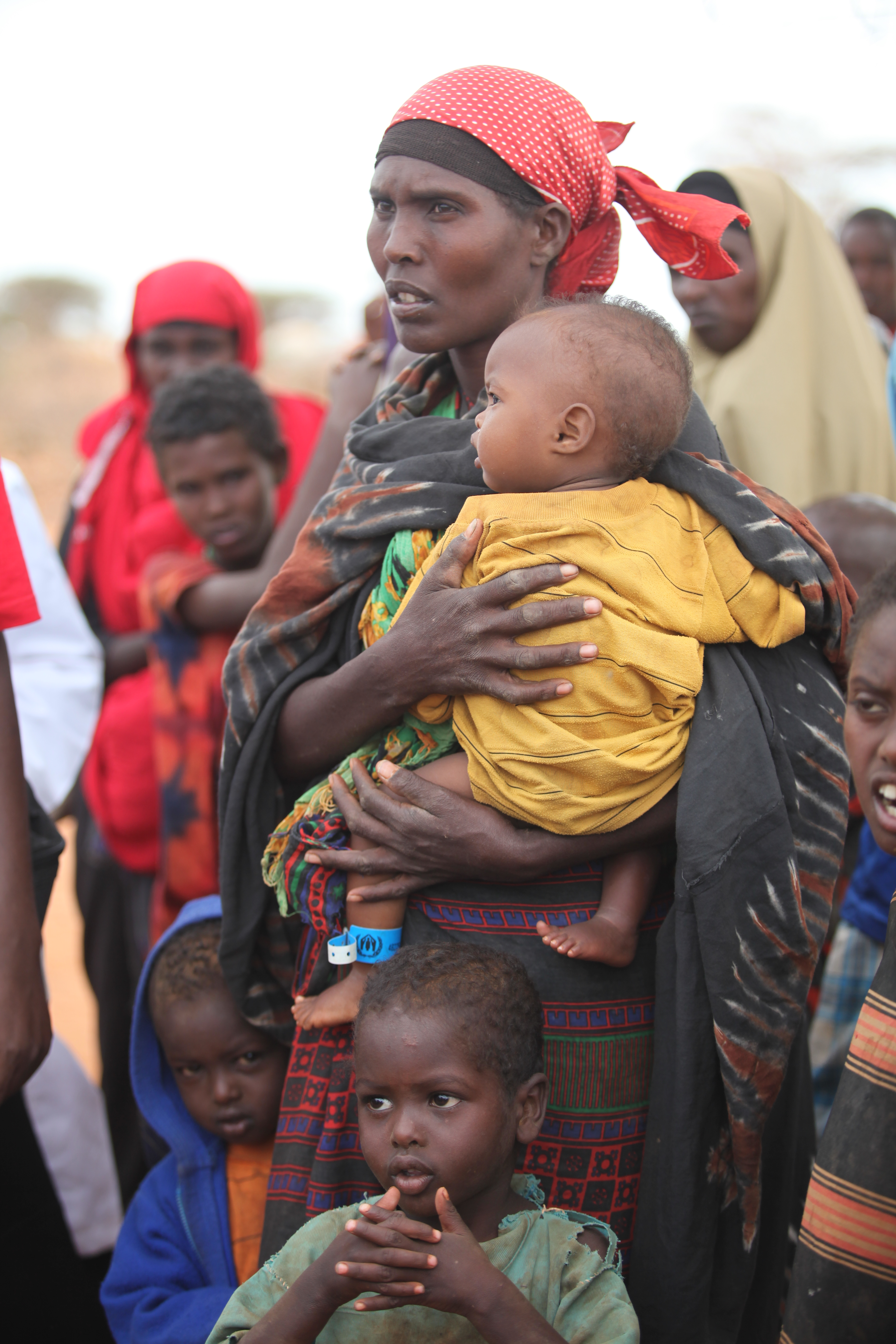
Foto da Oxfam do Chifre da África com refugiados da fome relacionados ao clima

As crianças são afetadas pela destruição de casas, ameaças à segurança alimentar e perda de meios de subsistência das famílias provocadas pelas mudanças climáticas. Os efeitos sobre as crianças podem ser agravados pela desigualdade social e econômica, conflitos armados e epidemias de saúde. Os efeitos das mudanças climáticas enquadram-se em duas dimensões principais: direta ou indireta, instantânea ou adiada. Os efeitos sobre a saúde física da criança incluem: ferimentos, doenças causadas pelo calor, exposição a toxinas ambientais; infecciosas e outras doenças presentes em temperaturas mais altas.
Há também um aumento significativo na saúde mental e nos problemas de aprendizagem, como transtorno de estresse pós-traumático (TEPT), depressão e ansiedade, distúrbios do sono, déficits cognitivos e dificuldades de aprendizagem. Dado este exemplo sobre o período pós-alimentação no Paquistão em 2010, 73% das crianças de 10 a 19 anos apresentaram altos níveis de TEPT, onde as meninas deslocadas foram severamente afetadas.
Outras ocorrências graves detectadas foram angústias, tristeza e raiva; perda de identidade; sentimentos de desamparo e desesperança; taxas mais altas de suicídio; e aumento da agressão e violência.
Somando-se aos efeitos físicos, existem as influências psicológicas e mentais que ameaçam o bem-estar da criança.

## Saúde e bem-estar
Eventos extremos causados pela mudança climática podem destruir casas, escolas, creches e outras infraestruturas críticas. O tufão Haian arrasou cidades inteiras e vilas nas ilhas de Leyte e Samar, nas Filipinas. Muitas crianças sobreviventes do tufão Haian perderam suas casas e pertences. Em 2020, o tufão Molave causou inundações e deslizamentos de terra que destruíram casas, colocando em risco cerca de 2,5 milhões de crianças no Vietnã. Ele matou nove e deslocou mais de um milhão de pessoas no Vietnã e nas Filipinas.
Os eventos climáticos causaram graves danos a vidas e meios de subsistência. Tufões, tempestades e outros distúrbios resultaram em perda de ativos, capital e declínio na renda familiar entre agricultores, pescadores, trabalhadores do setor informal e proprietários de pequenos negócios. Famílias com mais filhos são mais vulneráveis a despesas de saúde catastróficas. Depois que o tufão Parma atingiu as Filipinas, houve um aumento nas taxas de abandono escolar resultante da perda de renda familiar. As crianças que continuavam na escola às vezes tinham que ir para a aula sem mesada para comprar comida. Nas áreas rurais, campos, jardins, viveiros de peixes, plantações, barcos de pesca e equipamentos agrícolas foram destruídos, enquanto o gado foi perdido, afetando a segurança alimentar de comunidades inteiras.

## Impacto ambiental

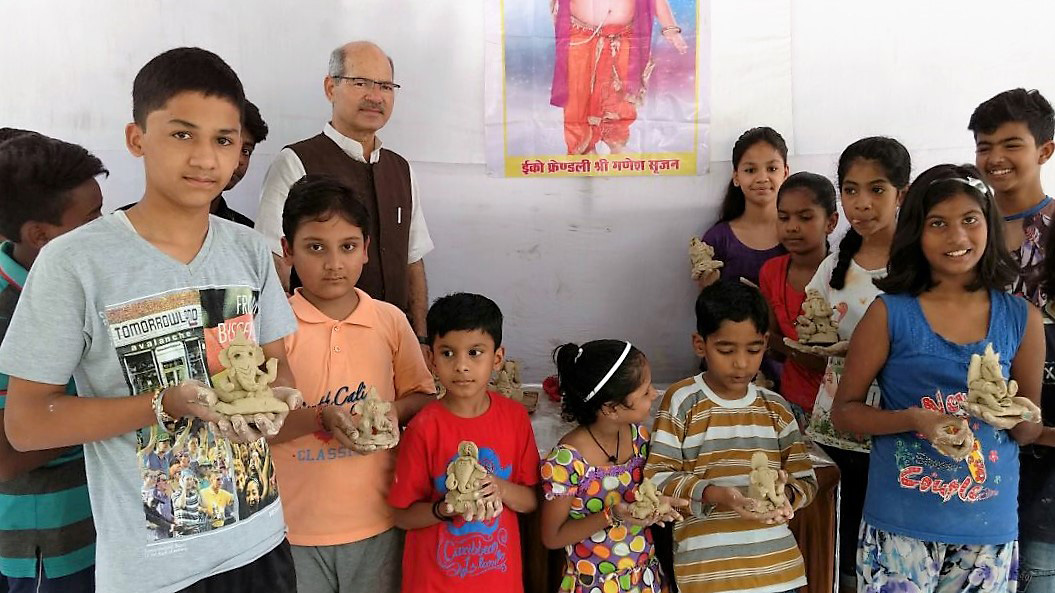
O Ministro de Estado do Meio Ambiente, Florestas e Mudanças Climáticas, Shri Anil Madhav Dave com as crianças em um workshop para ministrar treinamento às crianças para fazer ídolos a partir de solo natural, em Bhopal, foto de 2016.

As crianças são sensíveis à falta de recursos naturais básicos que é causada por fenômenos naturais, secas e inundações. Significativamente, cerca de 160 milhões de crianças vivem em regiões de seca extremamente alta e mais de 500 milhões habitam áreas com inundações extremamente altas. Quando se trata de ocorrências fenomenais naturais, os desastres naturais levam ao deslocamento de famílias e crianças. Esse deslocamento é feito devido aos eventos climáticos extremos com aumento das taxas de insegurança física e mental.